# ضريح بابا طاهر (همدان)
ضريح بابا طاهر (بالفارسية: آرامگاه باباطاهر) هو ضريح تاريخي يعود إلى إيران المعاصرة، ويقع في همدان.